# Cerrina Monferrato
Cerrina Monferrato – miejscowość i gmina we Włoszech, w regionie Piemont, w prowincji Alessandria.
Według danych na styczeń 2010 gminę zamieszkiwały 1552 osoby przy gęstości zaludnienia 90,8 os./1 km².